# مسافر (شعر)
مسافر نام ششمین کتاب از هشت کتاب (مجموعه اشعار) سهراب سپهری است، که اولین چاپ آن در سال ۱۳۴۵ در مجله آرش، دوره دوم، شماره پنج، منتشر شد.

## فهرست اشعار
کتاب مسافر تنها شامل یک شعر به همین نام است، که سهراب سپهری آنرا در زمان سفر خود به بابل و در منزل خواهرش پریدخت سپهری سروده‌است.